# 琵琶镇 (陇南市)
琵琶镇，是中华人民共和国甘肃省陇南市武都区下辖的一个乡镇级行政单位。

## 行政区划
琵琶镇下辖以下地区：
勿驮村、麻崖村、楼底村、毛坡村、鸡公眼村、秋咀村、王家上沟村、唐坝村、瓦房坝村、麻付沟村、胡家沟村、小川坝村、马家沟村、高家坝村、琵琶街村、小河村、武家山村、龙潭村、下高家村、王家山村、毛家沟村、张坝村、玄湾村、宁强村、谈坝村和水磨村。